# 越北
越北者（：／），韓國方面简称入北（：／）和脫南，是指從韓國越過三八線或經其他途徑進入朝鮮的韓國人，朝鮮官方一般以「義舉入北」（：／）稱之。除對政治體制有共鳴者（以宋斗律為代表）及早期受李承晚、朴正熙獨裁政權迫害的人士（以崔德新、崔泓熙等為代表）和上世紀大批投北軍人外，也包括因在韓國受到歧視、思念家人或不適應韩国社會等而決定回歸朝鮮的脫北者。

## 各國對越北者的反應

### 朝鮮民主主義人民共和國
1990年代，朝鮮政府採取鼓勵政策，多數越北者在越北成功後都會受到平壤當局的庇護，如最高層級的越北者崔德新即在朝鮮政府身居要職。但朝鲜对越北者也并非全盘接受。例如2014年底，朝鲜就通过板门店遣返了一名据称患有精神疾病的越北韩国人。

### 大韓民國
根據韩国國家保安法，入北屬於違法行為。軍方一直嚴加防範相關事件發生。
2013年，一名姓南的入北者企圖游過臨津江投奔朝鮮时被韩國國軍射殺。2016年12月，韩国舉行了阻截入北者海上的軍事演習。

## 历史
1945年日本投降後，三八線以南由駐朝鮮美國陸軍司令部軍政廳統治，以北由蘇聯紅軍成立的北朝鮮人民委員會統治；當時不少以朝鮮半島統一為目標的南方左翼政治家，民族主義人士，農工群眾等數十萬人也大批湧入朝鮮境內。韓戰期間也有數十萬越北者，1950年6月25日韓戰爆發至1953年7月27日朝鲜停战协定簽訂後，越北者人數日少。
李承晚時代，又有一些傾向馬克思主義的知識分子因不滿李承晚的反共主義和獨裁政策而越北。
朴正熙掌權後，訂立《反共法》禁止國民前往北韓。但仍有不少不滿其獨裁統治的人士北逃。
曾任韩国外长的崔德新是韩国最高级别的越北人士，其次子崔仁国亦是近代逃亡至朝鲜（2019年7月6日）的韩国籍人士之一。
2013年9月16日，一名韓國男子試圖游泳渡過臨津江前往朝鮮，結果被韓國邊防士兵擊斃。
2020年9月22日，一名海洋水產部官员在延坪岛附近登上一艘朝鮮民用船，自稱試圖叛變至朝鮮。隨後一隻朝鮮軍艦趕來，將這名官員射殺並焚燒其遺體。不過事發之後金正恩對韓方表示歉意。
2022年1月1日，1名韓國人越過三八線投奔朝鮮。
在韓國，凡是未經大韓民國統一部許可的越北行為，一律是《國家保安法》第六條管制的對象。

## 越北人士及事例
- 崔德新（前韓國陸軍中將、外務部長，最高級別的越北者）
- 柳美英（崔德新之妻）
- 崔仁國（崔德新之子）
- 崔泓熙（朴正熙政敵，跆拳道創始者）
- 姜泰武（少校，南朝鮮陆军第8连队第2大队长，1949年率领六百余名官兵从江原道投奔朝鲜）
- 表武源（南朝鮮陸軍第8连队第1大队长）
- 金奎植（大韩民国临时政府副主席，日殖时期临时政府外交部长）
- 吳益濟（韓國天道教教主）
- 呂燕九（革命家呂運亨之女）
- 呂鴛九（同上）
- 宋斗律（法學家）
- 金尚德（国会议员）
- 卢镒焕（国会议员）
- 丘德焕（国会议员）
- 裴重赫（国会议员）
- 崔泰奎（国会议员）
- 元世勋（国会议员，财务部长）
- 金若水（制宪国会副议长，独立运动家）
- 赵琬九（独立运动家）
- 尹琦燮（独立运动家）
- 金庚培（独立运动家）
- 金永东（政治家）
- 严恒燮（韩国独立党中央执行委员）
- 金景道（政治家）
- 金章烈（全罗南道警察署长）
- 李万斤（警察厅副厅长）
- 金钟元（大韩劳青组织部长）
- 李宗圣（美国军政府时期大法院院长）
- 金用茂（美国军政府时期大法院院长）
- 丁七星（女性独立运动家）
- 金兴坤（赵索昂秘书）
- 李克鲁（国语学者）
- 朴时亨（历史学家）
- 柳淑谨（医学家）
- 李顺铎（计划署长）
- 郑寅普（历史学家）
- 朴胜好（大韩妇人会委员长）
- 朴宝廉（女子国民党副党首）
- 李善实（济州岛出生，后来成为南派地下组织核心人物，90年代返回北方）
- 白象圭（第2届国会议员，大韩红十字会副总裁）
- 郑凤馍（大田地方法院天安支院院长）
- 宋虎声（南朝鮮国防警备队总司令官）
- 李春昊（首尔大学校长）
- 韩相允（高丽大学校长）
- 高明宇（延世大学附属医院院长）
- 李光洙（著名文学家）
- 李箕永（著名作家，投奔北朝鮮後擔任朝鮮文學藝術總同盟委員長）
- 洪明熙（著名作家）
- 李俊泰（著名作家）
- 宋影（著名作家）
- 韓雪野（作家）
- 趙靈出（作家）
- 黃皙暎（作家）
- 朴世永（作家）
- 金蓮實（女演員）
- 趙鳴岩（詩人、劇作家）
- 白石（作家）
- 林和（作家）
- 曹良奎（現實主義作家）
- 申鼓頌（舞台演員同盟委員長）
- 崔承喜（舞蹈家）
- 鄭玄熊（畫家）
- 鄭芝溶（現代派詩人）
- 咸世德（劇作家）
- 文藝峰（演員）
- 李快大（美術家）
- 金億（詩人）
- 金東煥（詩人）
- 朴泰遠（作家）
- 柳东悦（独立运动家，朝鲜战争期间投奔北方，途中被美军炸死）
- 柳美英（崔德新妻子，南朝鲜天道教领袖，其父为独立运动家柳东悦）
- 崔东旿（独立运动家，天道教领袖）
- 李炫相（独立运动家）
- 金元凤（独立运动家）
- 朴宪永（南朝鲜劳动党領袖，左翼政治家）
- 金沃周（制宪会议议员）
- 李文源（制宪国会议员）
- 郑光好（制宪会议议员）
- 权泰羲（制宪会议议员，牧师）
- 李国衡（国会议员）
- 金东园（国会议员）
- 金考锡（国会议员，内务部长）
- 赵宪泳（韩民党组织部长）
- 吴正邦（建国青年团团长）
- 朴性宇（国会议员）
- 辛荣勋（国会议员）
- 张宪植（全罗北道知事）
- 姜艇泽（前农林部次官）
- 郑求兴（农林部次官）
- 金丽植（新进党副党首）
- 许永镐（初代国会议员，东国大学系主任）
- 黄善玉（前国会议员）
- 明济世（国会议员，审计院长）
- 吴夏英（国会议员，独立运动家）
- 梁在夏（国会议员）
- 安在鸿（国会议员，独立运动家）
- 吴吉南（西德博士，1985年率家人投诚）
- 金勇植（第25师飞行大队飞行员，驾驶L-19飞机和夫人玄英室一起投奔朝鲜）
- 郑直秀（第7师士兵）
- 朴秀文（第12师上等兵）
- 安鹤寿（下士，派往越南参战期间投诚）
- 朴成烈（兵长，派往越南参战期间投诚）
- 姜东林（原第22师士兵，2009年穿越38线投诚）
- 赵炳玉（海军基地人员，1976年投诚）
- 郑奎津（旅北促进和平统一协议会会员）
- 李友甲（1988年投诚）
- 金顺男（著名洋乐家）
- 李健雨（音乐家）
- 安基永（著名作曲家）
- 崔玉山（伽倻琴演奏家）
- 柳大福（演奏家）
- 金永焕（前越北者，韩国人权运动家，曾是1980年代韩国主体思想及反美运动的核心人物，1991年曾到访朝鲜，但此后开始致力于朝鲜的民主化运动）